# Magazinbeute

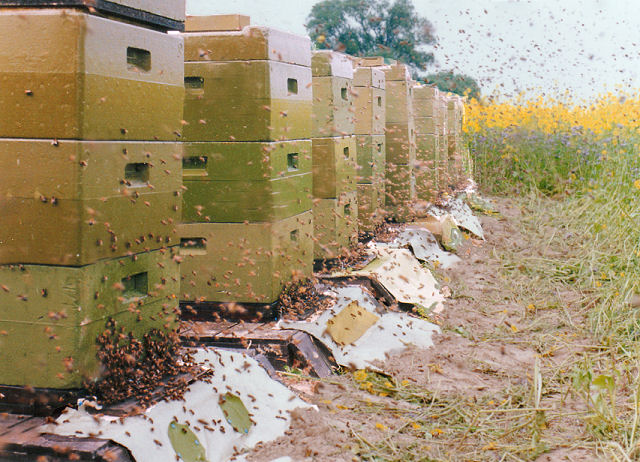
Magazinbeuten aus Kunststoff (je 3 Zargen) als Wanderstand an einem Rapsfeld

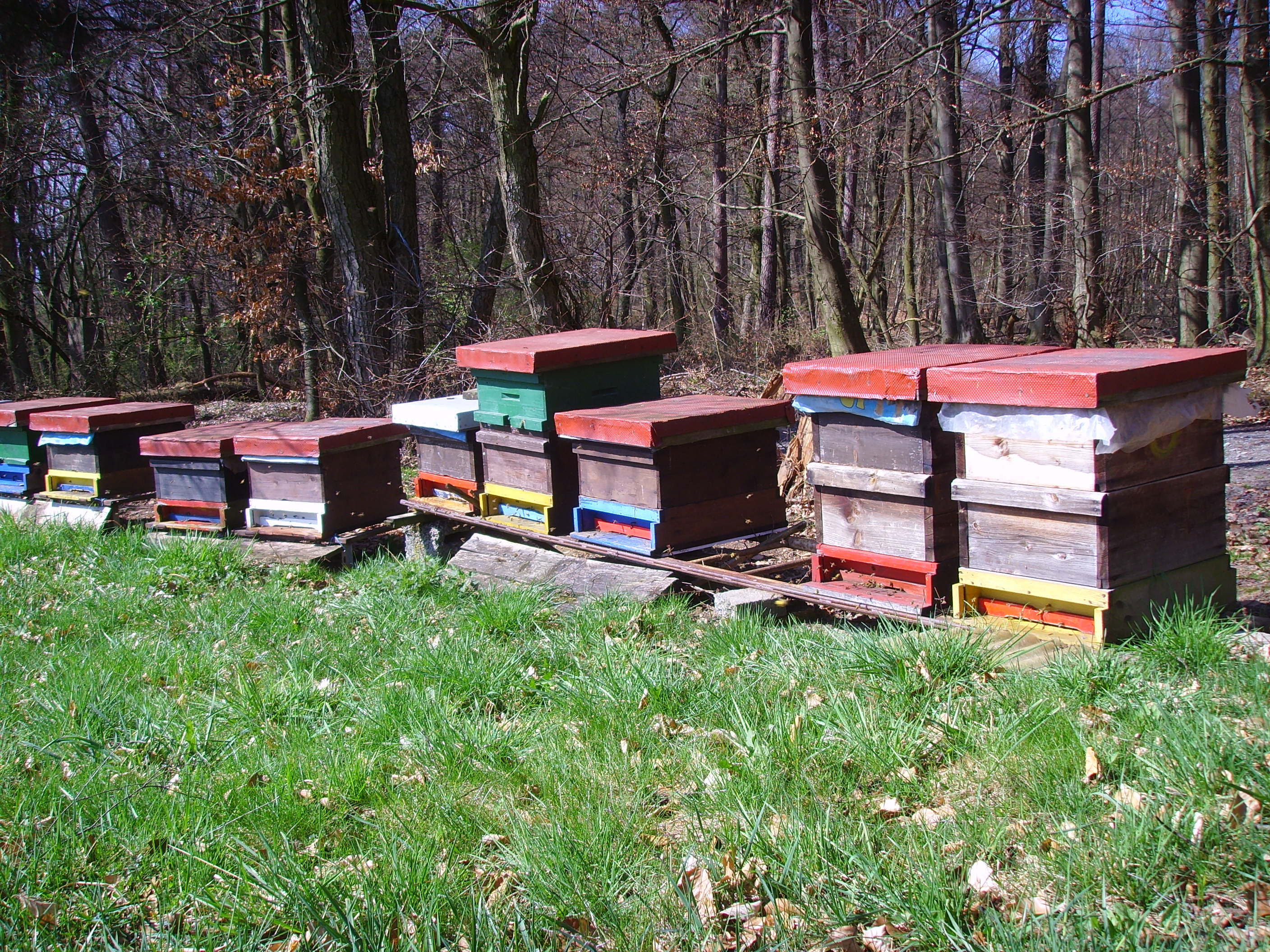
Magazinbeuten aus Holz am Waldrand im Taunus

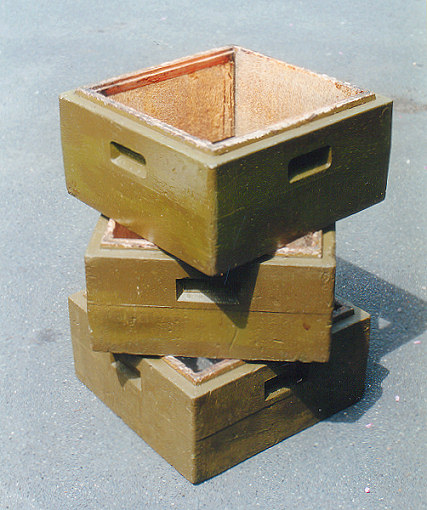
Zargen der Segeberger Beute

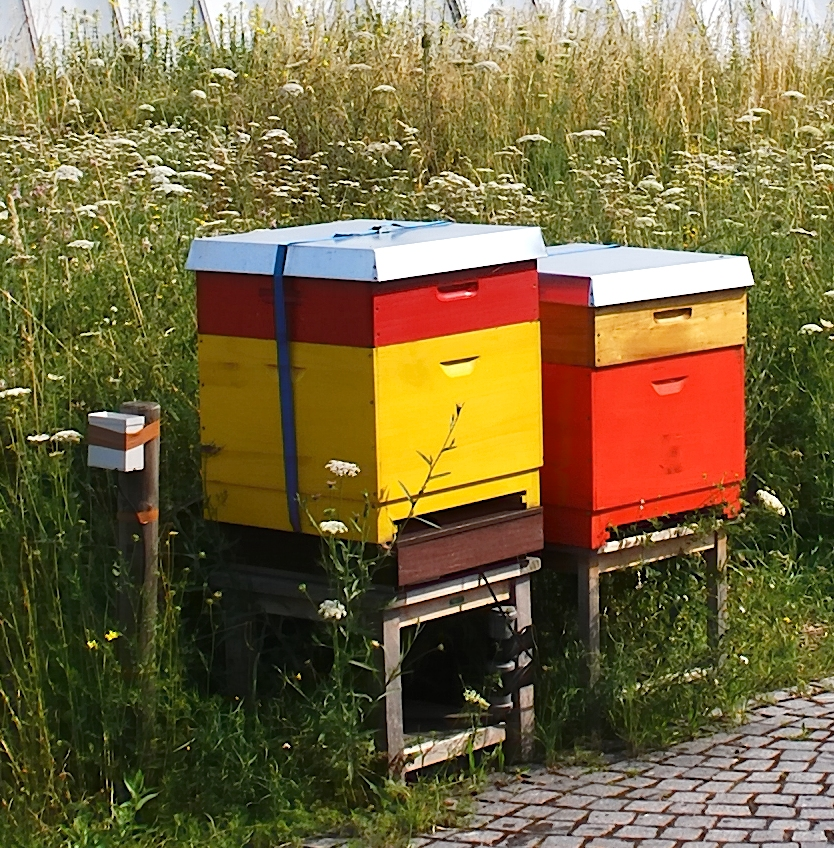
Magazinbeuten (links auf eine elektronische Stockwaage aufgesetzt) auf dem Dachgarten der Bundeskunsthalle in Bonn (2013)

Magazinbeuten sind künstliche Nisthöhlen für Honigbienen. Sie werden in der modernen Imkerei als Behausung (Beute) von Honigbienen verwendet.

## Aufbau
Magazinbeuten bestehen aus einem Boden, einer oder mehreren übereinander gesetzten Zargen in der Mitte und einem Deckel.
In die oben und unten offene Holz- oder Kunststoffzarge werden von oben Rähmchen mit den Bienenwaben eingehängt. Der Boden hat ein Flugloch (Schlitz) und der Deckel hat eine Abdeckung als Wetterschutz. Je nach Volksstärke, die in gemäßigten Breiten im Jahreslauf stark schwankt, werden eine bis maximal vier oder gar fünf Zargen pro Volk und Beute verwendet.
Im Gegensatz zur Horizontalbeute findet in der Magazinbeute die Volksentwicklung von unten nach oben (vertikal) statt. Im unteren Bereich der Magazinbeute befindet sich der Brutraum mit dem Brutnest, darüber der Honigraum mit den Honigwaben. Für eine möglichst naturnahe Bienenhaltung wird ein nicht unterbrochenes Brutnest angestrebt, das nur bei einem ausreichend großen Brutraum möglich ist. Um reine Honigwaben zu erzeugen, wird zwischen Brut- und Honigraum häufig ein sogenanntes Absperrgitter eingesetzt. Damit wird ein Bebrüten des Honigraums verhindert, da die relativ große Bienenkönigin nicht durch das Gitter passt und keine Eier im Honigraum legen kann.
Die Urform der vertikalen Magazinbeute geht auf den amerikanischen Imker Lorenzo L. Langstroth (1810–1895) zurück, der ein nach ihm benanntes Rähmchenmaß einführte und den Bienenabstand (bee-space) entdeckte, den natürlichen Idealabstand zwischen Waben und Beutenwand. Die von ihm entwickelte Langstroth-Beute ist die weltweit am meisten genutzte Bienenbeute.
Eine Variante der Magazinbeute stellt z. B. die Dadant-Beute dar. Hier werden verschiedene Rähmchen- und damit auch Zargengrößen für den Brutraum und den Honigraum verwendet. Bei anderen Magazinbeuten-Typen werden sogenannte Halb- oder Flachzargen (nur halb hoch) verwendet. Ziel bei allen diesen Varianten ist es, auch kleinere Mengen Honig ernten zu können (sogenannte Läppertrachten) und ein besseres Reifen des Honigs zu ermöglichen. Am häufigsten wird allerdings nur mit einer einzelnen Zargengröße geimkert, weil dadurch eine einheitlichere Materialhaltung ermöglicht wird: Ein einziger Zargen-Typ kann so universell für den Brut- und Honigraum, den Wabentransport und die Einlagerung überzähliger Waben (Rähmchen) im Winterhalbjahr verwendet werden. Zudem können unbebrütete ausgeschleuderte Honigwaben des Vorjahres zur Erweiterung des Brutraums von einer auf zwei Zargen verwendet werden. Dies erleichtert die Wabenerneuerung und -hygiene im Frühjahr. Die meisten Methoden der Wabenerneuerung arbeiten mit komplett neuen Mittelwänden.

## Magazin-Betriebsweise
In der Imkerei wird weltweit am häufigsten die Westliche Honigbiene (Apis mellifera) gehalten und hierzu überwiegend Magazinbeuten verwendet. Die Bienenvölker werden ganzjährig in diesen Behältnissen einzeln oder nebeneinander (als Gruppe) meistens auf einem einfachen, bodennahen Holzgestell (Wanderbock) im Freien aufgestellt. Ein wesentlicher Vorteil für den Imker dieser modularen und sehr flexiblen Betriebsweise ist der geringe Aufwand beim Verstellen der Bienenvölker, z. B. beim Anwandern in einzelne Blüten- oder Honigtau-Trachten. Auch die Materialkosten sind relativ gering.
Bis Mitte der 1960er Jahre wurden in Deutschland, Österreich und der Schweiz die Bienen hauptsächlich in ortsfesten, warmhaltigen, aufwendigen Bienenhäusern mit den sogenannten Hinterbehandlungsbeuten gehalten. In der DDR waren bis zur Wiedervereinigung Bienenwagen sehr verbreitet. Inzwischen sind diese klassischen Betriebsweisen durch die einfachere, billigere Magazin-Betriebsweise weitgehend ersetzt worden, bzw. neue Bienenhäuser und -wagen werden nicht mehr gebaut, oder zumindest, falls noch vorhanden, auch mit Magazin-Beuten bestückt.
In einigen Gegenden (Mittelmeerraum, Afrika) werden in der mobilen Imkerei vorwiegend kompakte Lagerbeuten eingesetzt (ohne aufzusetzende Zargen), bei denen die Honigräume nicht wie bei den sonst üblichen Ständerbeuten über, sondern neben den Bruträumen liegen. Die Bearbeitung erfolgt hier von oben, ansonsten ähnelt die Betriebsweise im Wesentlichen der von Magazinbeuten.
Für die Bienen spielt es eine wichtige Rolle, welche Größe die „künstlichen Höhlen“ haben, sie müssen der Volksdynamik  entsprechen, etwa 40 Liter Raum haben und artgerecht sein. Weitere Voraussetzungen sind ein Schutz vor direkten Witterungseinflüssen wie Nässe und Zugluft. Insgesamt ist der Imker und seine Betriebsweise der größte Selektionsfaktor für das Nutztier Honigbiene. Danach folgen in absteigender Folge die weiteren Faktoren Nahrungsangebot, Krankheiten und Pestizide aus der intensiven, industrialisierten Landwirtschaft.